# Municipio de Big Bend (Minnesota)
El municipio de Big Bend (en inglés: Big Bend Township) es un municipio ubicado en el condado de Chippewa en el estado estadounidense de Minnesota. En el año 2010 tenía una población de 240 habitantes y una densidad poblacional de 2,59 personas por km².

## Geografía
El municipio de Big Bend se encuentra ubicado en las coordenadas 45°5′48″N 95°47′32″O / 45.09667, -95.79222. Según la Oficina del Censo de los Estados Unidos, el municipio tiene una superficie total de 92.71 km², de la cual 92,03 km² corresponden a tierra firme y (0,73 %) 0,68 km² es agua.

## Demografía
Según el censo de 2010, había 240 personas residiendo en el municipio de Big Bend. La densidad de población era de 2,59 hab./km². De los 240 habitantes, el municipio de Big Bend estaba compuesto por el 99,58 % blancos, el 0,42 % eran afroamericanos. Del total de la población el 1,67 % eran hispanos o latinos de cualquier raza.